# St. Ulrich (Pocking)

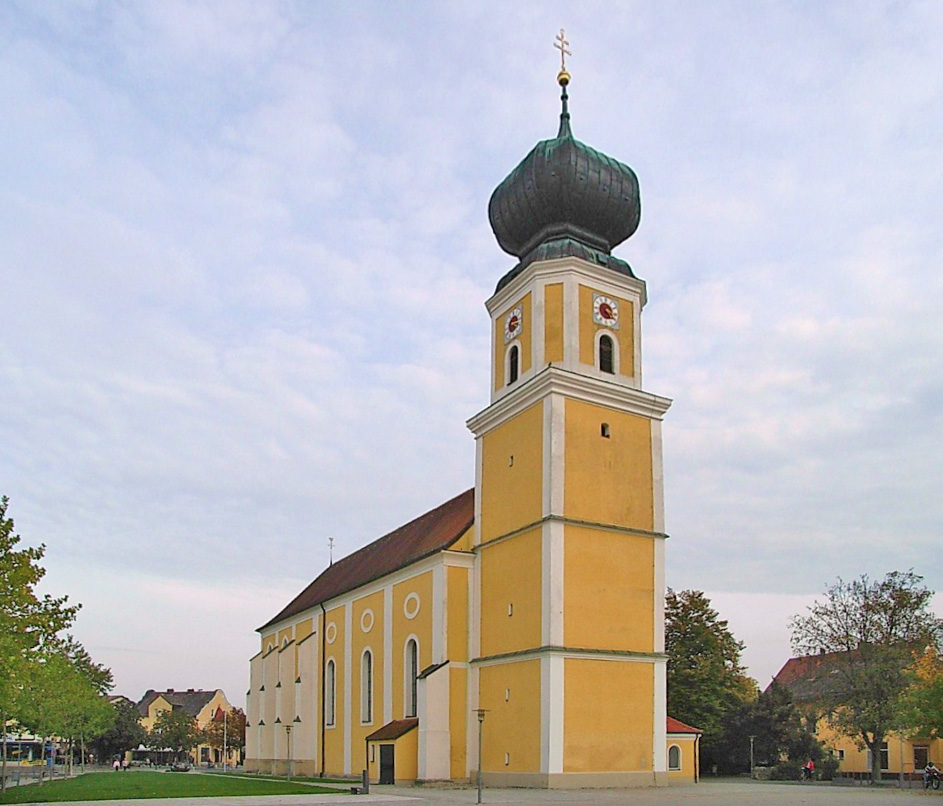
St. Ulrich in Pocking

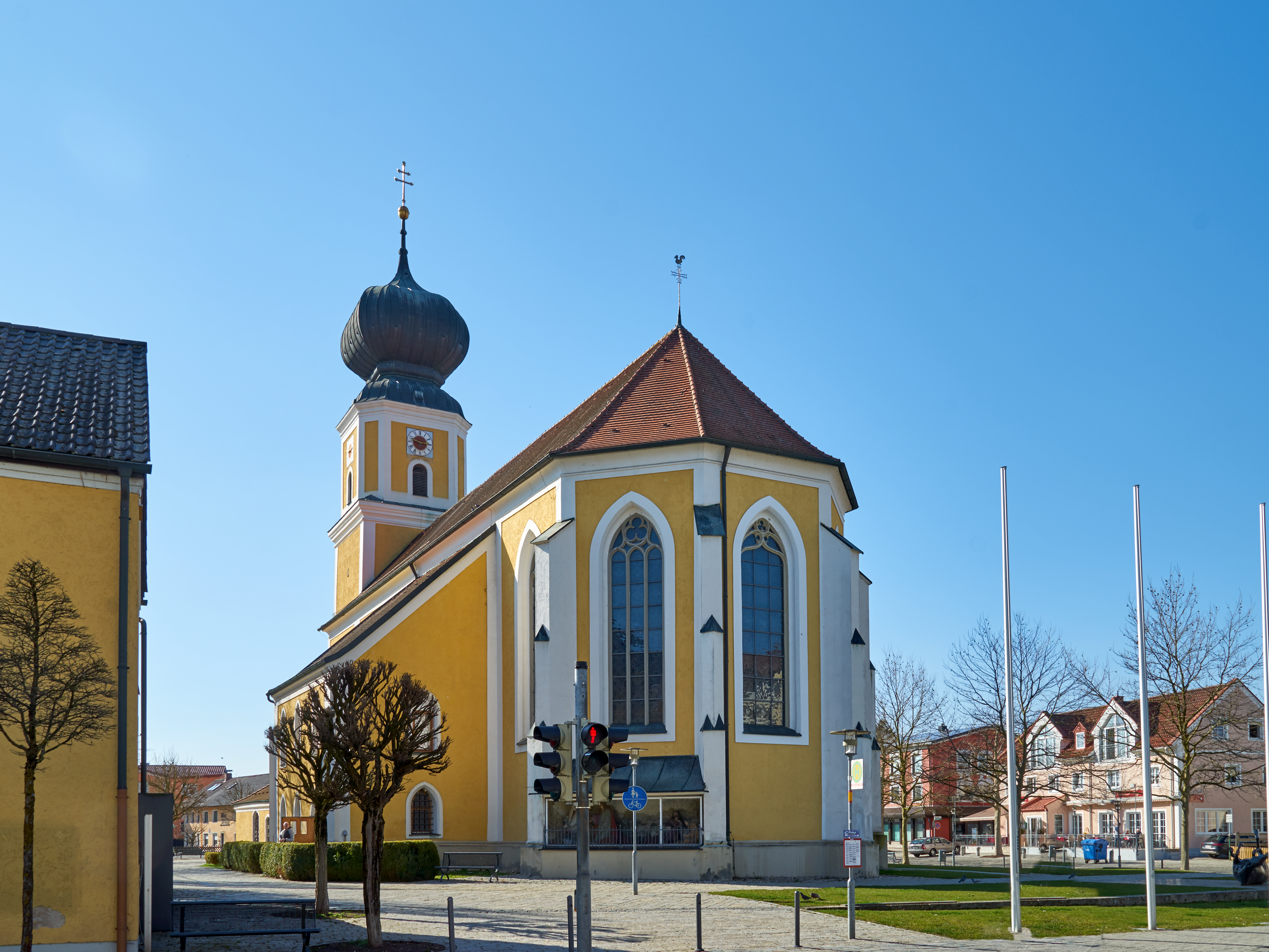
Ostansicht

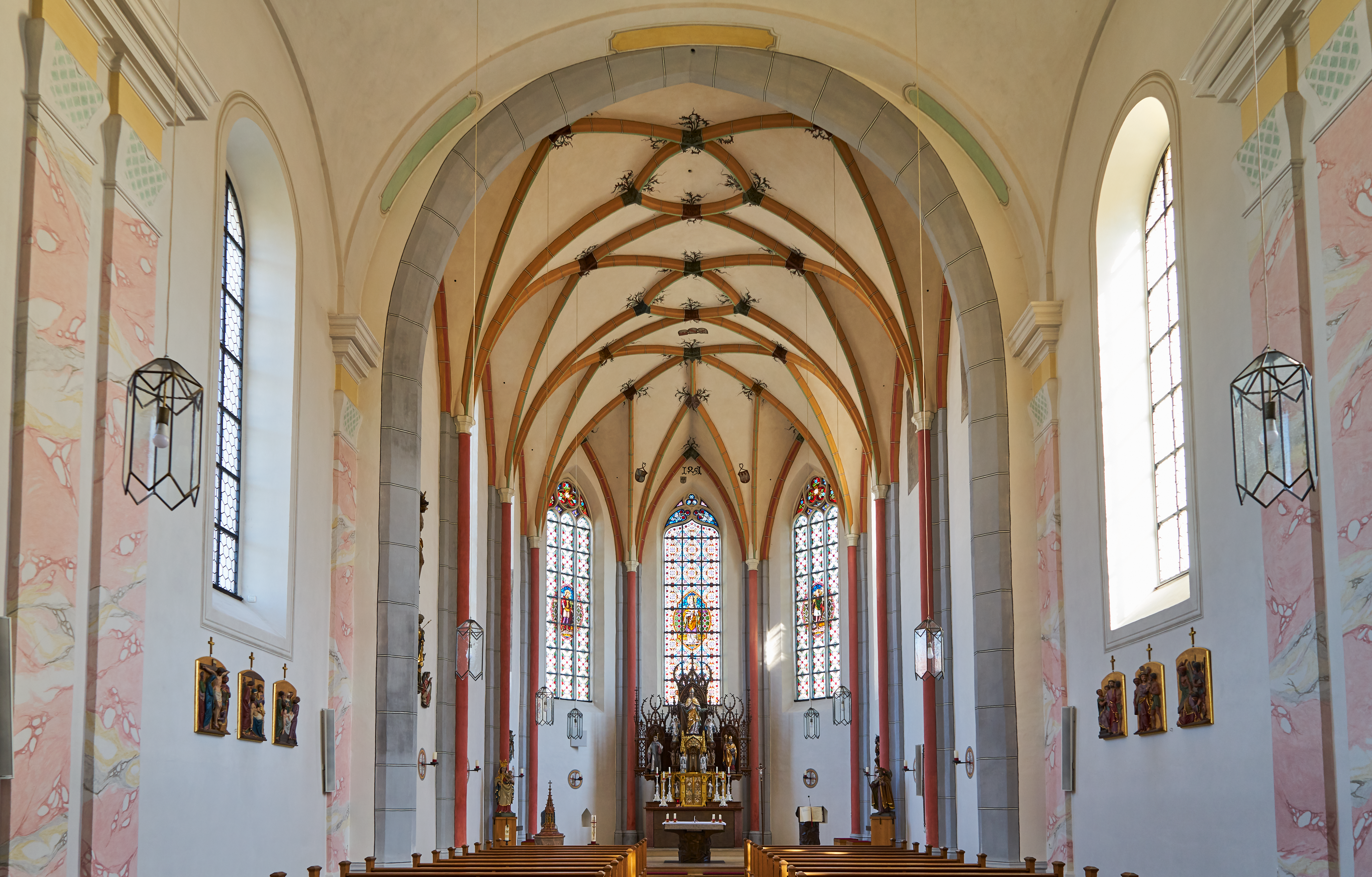
Innenansicht

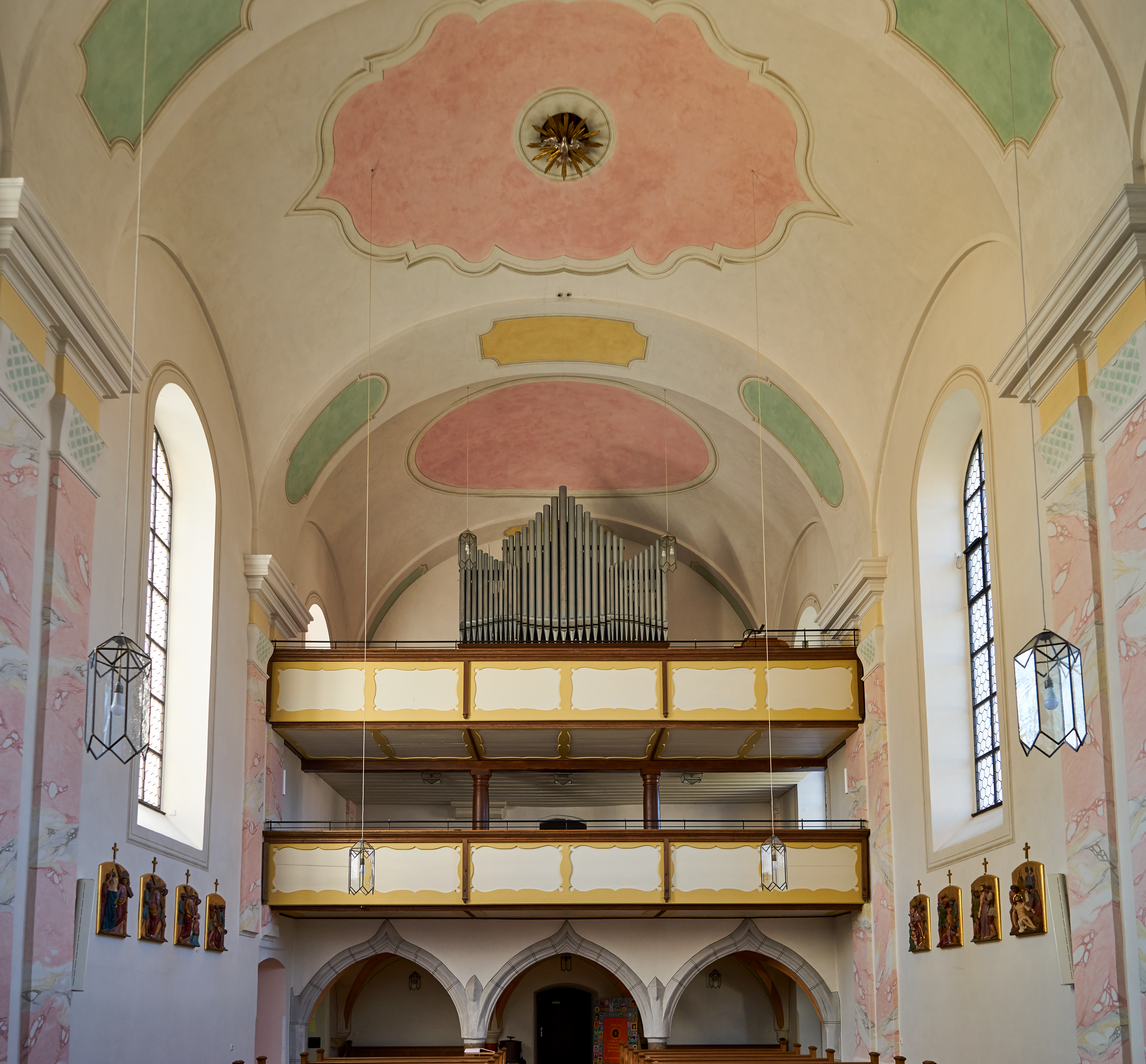
Ansicht nach Westen

Die römisch-katholische Pfarrkirche St. Ulrich ist eine gotische, barock umgebaute Saalkirche in Pocking im niederbayerischen Landkreis Passau. Sie gehört zum Pfarrverband Pocking im Dekanat Pocking des Bistums Passau.

## Geschichte und Architektur
Der Chor ist innen am Scheitel auf das Jahr 1491 datiert. Das Meisterzeichen wurde (nach dem Dehio-Handbuch: fälschlicherweise) als das von Hans Wechselberger identifiziert. Das spätgotische Langhaus konnte wegen der Reformation nicht vollendet werden; es wurde nach einem Brand von 1716 in den Jahren 1758/1759 bis zur Höhe des Chores in schlichtem Barock neu erbaut. Der gotische Westturm wurde nach der Beschädigung durch den Brand in den Jahren 1724/1725 wieder aufgebaut und mit einer Zwiebelhaube abgeschlossen. 
Bei einer Restaurierung in den Jahren 1970–1972 wurde das Innere stilistisch purifiziert; die neugotische Ausstattung, darunter die Kanzel, die Seitenaltäre und die Kommunionbank wurden entfernt und ein neuer Volksaltar mit Ambo geschaffen.
In den Jahren 2016/2017 wurde die Kirche im Innern renoviert und in einer neuen Farbigkeit gestaltet.
Der dreijochige Chor ist von stattlicher Höhe und endet in einem Dreiachtelschluss. Im Innern ist er mit gefasten Schildbogenstellungen versehen, die in breiten Kehlen zu den Runddiensten übergeleitet werden. Auf den polygonalen Kapitellen sitzen kurze trommelartige Aufsätze, in die die Gewölberippen einschneiden, welche in geknickter Reihung figuriert sind. Die Scheitelrauten sind wechselnd aus geraden und gekrümmten Rippensegmenten gebildet. An der Südwand sind Fragmente von Wandmalereien aus dem 16. Jahrhundert freigelegt worden.
Das barocke Schiff ist ebenso breit wie der Chor und wird durch böhmische Kappen über Doppelpilastern abgeschlossen, ein hoher Triumphbogen trennt ihn vom Kirchenschiff. Die unterwölbte Westempore stammt aus spätgotischer Zeit.

## Ausstattung
Der neugotische Hochaltar wurde 1897 von Johann Huber aus München geschaffen. Die Glasmalereien im Chorabschluss wurden 1893 eingesetzt und zeigen die Heiligen Ulrich (Mitte), Sebastian (links) und Florian (rechts). Die Figuren an den Chorwänden zeigen die Kreuzigung mit Schmerzensmutter und Christus in der Rast und stammen aus spätgotischer Zeit. Die Figuren von Maria mit dem Jesuskind und dem heiligen Josef wurden von Dominikus Dengl dem Älteren geschaffen. An der Südseite der Kirche wurde eine Bronzefigur des auferstandenen Christus von Dominik Dengl dem Jüngeren aufgestellt. 
Die Orgel ist ein Werk von Ludwig Eisenbarth aus dem Jahr 1955 mit 20 Registern auf zwei Manualen und Pedal.
Das Glockengeläut besteht aus fünf Glocken, von denen vier von der Glockengießerei Grüninger (Villingen) im Jahr 1949 aus Weißbronze gegossen wurden; eine weitere Glocke aus Bronze, die kleinste, wurde im Jahr 1717 von Nikolaus Drackh (Passau) gegossen.
| Glocke | Name                                   | Gussjahr | Gewicht  | Schlagton |
| ------ | -------------------------------------- | -------- | -------- | --------- |
| 1      | Hl. Maria                              | 1949     | 1610 kg0 | c′        |
| 2      | Hl. Josef                              | 1949     | 991 kg   | es′       |
| 3      | Hl. Ulrich                             | 1949     | 673 kg   | f′        |
| 4      | Hl. Bruder Konrad                      | 1949     | 386 kg   | as′       |
| 5      | Hl. Josef, Hl. Johannes und Hl. Paulus | 1717     | 200 kg   | c″        |